# Sagristà

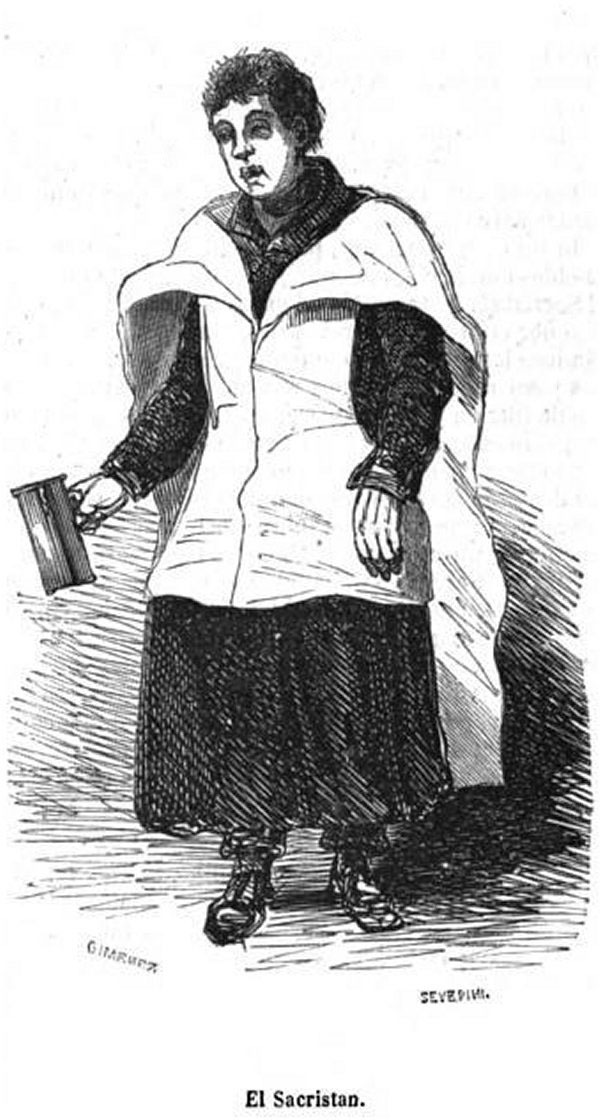
Sagristà.

Un sagristà, també conegut a l'Alguer com a monesillo, és la persona (laica o religiosa) que ajuda el sacerdot en les tasques de cura i neteja de l'església, de la sagristia i dels objectes sagrats que contenen. És a més l'encarregat de preparar tot el necessari per a la celebració de la missa.

## Història
En l'antiguitat moltes de les funcions del sagristà van ser realitzades pels ostiarii, posteriorment pels mansionarii i els tresorers. Els Decrets de Gregori IX parlen del sagristà com si tingués una oficina adjunta a l'honorable, i afirmen que el seu deure era el de cuidar els gots, ornaments i llums sagrats. Avui dia el sagristà pot ser triat o designat directament.